# Akkordanz
Akkordanz ist eine nur scheinbar gleichsinnige (konkordante) Lagerung geologischer Schichten, weil die ursprünglich diskordante Schichtfolge durch tektonische Einflüsse und Abtragung ausgeglichen wurde.